# سایوز۲۳
سایوز-۲۳ (به روسی: Союз 23)(به معنای اتحاد ۲۳) دومین مأموریت سرنشین دار سازمان فضایی شوروی به مقصد ایستگاه فضایی سالیوت۵ بود. با وجود موفقیت در پرتاب و رسیدن به مدار مورد نظر و در نهایت پهلوگیری نسبی با سالیوت۵، فضانوردان به دلیل ایراد عملکردی یکی از قطعات سیستم اتوماتیک نزدیک شدن به ایستگاه نتوانستند به آن متصل شده و به زمین بازگشتند. در حالی که فضانوردان آموزش های لازم برای اتصال با کنترل دستی را در تمرینات خود فرا گرفته بودند، اما دلیل اصلی بازگشت به علت نداشتن مهارت فضانوردان در نزدیک شدن آرام به صورت کنترل دستی به ایستگاه بود.

فضاپیما بعد از رسیدن به زمین اولین فرود بر سطح آب به طور غیرعمد را در تاریخ فضانوردی شوروی را رقم زد و بر روی سطح منجمد دریاچه تنگیز فرود آمد و به داخل آن فرو رفت. به دلیل وجود مه سنگین و دیگر شرایط محیطی، ۹ ساعت زمان برد تا تیم ریکاوری فضانوردان را نجات دهند.

## نگارخانه

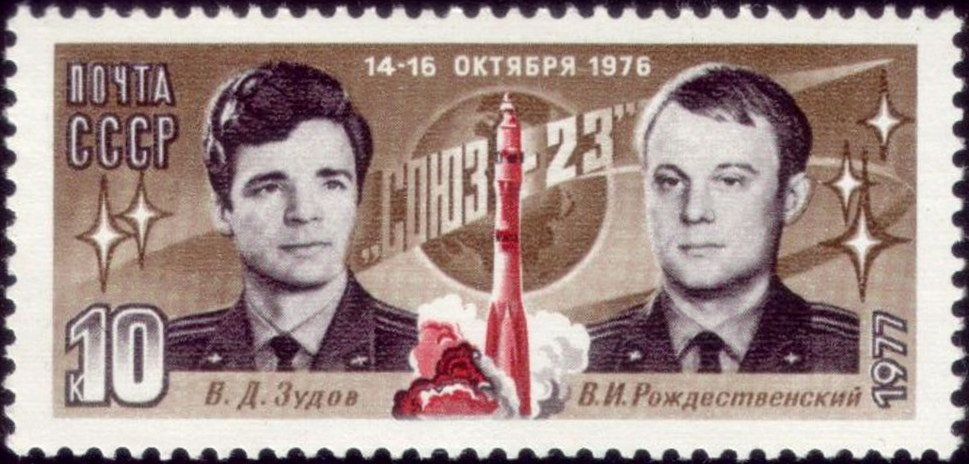
تصاویر فضانوردان سایوز۲۳ روی تمبر

## خدمه مأموریت
| شماره | نام               | ملیت               | تعداد پرواز | نقش         | تصویر |
| ۱     | ویاچسلاف زادوف    | اتحاد جماهیر شوروی | ۱           | فرمانده     |       |
| ۲     | والری روژدستونسکی | اتحاد جماهیر شوروی | ۱           | مهندس پرواز |       |